# Lily Thai
Lily Thai, también conocida como Lily Than o Lilly Thai, (Honolulu, Hawái; 7 de noviembre de 1981) es una actriz pornográfica estadounidense.
Es muy conocida en particular por el entusiasmo que muestra en sus escenas. Tras finalizar los estudios de secundaria y mientras todavía asistía a la universidad en Austin, Lily bailaba en clubs de strip tease. Algunas entrevistas y biografías han identificado a dos de estos clubs como "Sugar's Uptown Cabaret" y "The Yellow Rose", aunque trabajó en este último club únicamente durante una semana debido a graves dificultades con el mánager del local. También figuró en un documental sobre estríperes de Texas titulado "Dancers Exposed" (se puede traducir como bailarinas al descubierto).
Lily Thai comenzó su carrera en la industria del porno en 2003 y ha interpretado más de 100 películas desde entonces. Muchas tienen relación con el fetichismo de adolescentes o temática asiática, como "School Bus Girls 4" (Chicas de autobús escolar 4) y "Baby Doll Cheerleaders" (muñecas animadoras), y "Me So Asian" (yo muy asiática) y "Sinful Asians 4" (asiáticas pecadoras 4). No obstante, ella también apareció en películas de temática latina como "Chica Boom 26" y "Latin Fantasies".
En un momento en la mitad de su carrera, sus pechos comenzaron a incrementarse dramáticamente. Lily afirmó durante tres entrevistas que el incremento era natural. Lily tiene especial cariño a sus pírsines en la lengua, conocido como frenulum. En algunas escenas de la mitad de su carrera aparecía un pirsin de clítoris vertical aunque posteriormente se lo quitó en favor de pirsin en ambos pezones.
En 2005 Lily fue nominada para tres premios de Adult Video News (AVN) a la mejor actriz novel y buen humor ("Best New Starlet, Best Tease") y mejor actriz en escenas de sexo sólo de mujeres("Best All-Girl Sex Scene"). Actualmente está retirada de la industria del cine para adultos, ya no posee ni mantiene website propia de ningún tipo.